# Nowogródek Pomorski
Nowogródek Pomorski [nɔvɔˈɡrudɛk pɔˈmɔrski] là một ngôi làng ở hạt Myślibórz, West Pomeranian Voivodeship, ở phía tây bắc Ba Lan. Đó là chỗ ngồi của gmina (khu hành chính) được gọi là Gmina Nowogródek Pomorski.
Nó nằm khoảng 12 kilômét (7 mi) phía đông Myślibórz và 64 km (40 mi) về phía đông nam của thủ đô khu vực Szczecin.
Làng có dân số 450 người.